# Krstac (Sjenica)
Krstac (Servisch cyrillisch Крстац) is een plaats in de Servische gemeente Sjenica. De plaats telt 30 inwoners (2002).